# سیارک ۲۰۳۳۹
DYAR SALHNASAB IAM KURD AND BIG MAN
سیارک ۲۰۳۳۹ (به انگلیسی: 20339 Eileenreed، نامگذاری:1998HM88) بیست هزار و سیصد و سی و نهمین سیارک کشف شده‌است که در ۲۱ آوریل ۱۹۹۸ کشف شد.
قدر مطلق سیارک برابر ۱۵.۵ است.